# Педро Ґерштберґер
Пе́дро Ґерштберґер (нім. Pedro Gerstberger; нар. 1951) — німецький ботанік і професор, який проводить дослідження та викладає в Університеті Байройта. Об'єктом його наукових досліджень є багаторічні культури у флорі та рослинності Європи, складання мап флори Північно-Східної Баварії та вивчення екосистем. Він завідує кафедрою екології рослин.

## Окремі публікації

### Книги
- 2009. Raufußhühner. 96 pp.
- 2007 рік. Flora Nordostbayerns: Verbreitungsatlas der Farn- und … 273 стор.
- 2001. Grundlagen zur nachhaltigen Entwicklung von Ökosystemen bei veränderter Umwelt: BITÖK-Forschungsbericht. Bayreuther Forum Ökologie 99. Editor BITÖK, 111 pp.
- 1996. Taxonomie, Verbreitung und Ökologie von Poa supina Schrader[es] in Nordost-Bayern. Con Heinz-Dieter Horbach, Wolfgang Wurzel
- 1987. Große Botanische Exkursion in die Ost-Alpen 1987: Durchgeführt vom Lehrstuhl für Pflanzenökologie und Systematik an d. Univ. Bayreuth. Universität (Bayreuth). Lehrstuhl für Pflanzenökologie und Systematik. 212 pp.